# Gloria Votsis
Gloria Votsis (* 9. Februar 1979 in Pittsford, New York) ist eine US-amerikanische Schauspielerin.
Bekannt wurde Votsis durch ihre Nebenrollen in verschiedenen Fernsehserien wie Hawaii Five-0, The Gates, CSI, CSI: NY, CSI: Miami, und Suburgatory. Votsis hatte eine Hauptrolle in dem Film Charlie Banks – Der Augenzeuge an der Seite von Jesse Eisenberg. Sie spielte die Alexandra „Alex“ Hunter in der Fernsehserie White Collar.

## Leben
Gloria Votsis wuchs in Upstate, New York in einer selbst genannten Big Fat Greek Family auf. Im Alter von 17 begann sie nach dem Abschluss der High School ein Auslandsstudium in Frankreich und besuchte anschließend die New York University.
Votsis begann ihre Karriere mit Werbespots, vor allem mehrere Werbespots für die Zahnpasta-Marke Crest. Danach bekam sie mehrere Nebenrollen in Fernsehshows. Im Jahr 2010 wurde sie als Vanessa Buckley in der kurzlebigen Fernsehserie The Gates bekannt. Im selben Jahr begann sie auch als Alex Hunter in der Fernsehserie White Collar.
Sie spricht neben ihrer Muttersprache Englisch auch fließend Französisch, Griechisch.

## Filmografie
- 2003: Sex and the City (Fernsehserie, Folge 6x05)
- 2005: Navy CIS (NCIS) (Fernsehserie, Folge 3x02)
- 2005: Inconceivable (Fernsehserie, 2 Folgen)
- 2005: Love, Inc. (Fernsehserie, Folge 1x06)
- 2006: Jake in Progress (Fernsehserie, Folge 2x04)
- 2006: The Hot One
- 2007: Six Degrees (Fernsehserie, Folge 1x09)
- 2007: Charlie Banks – Der Augenzeuge (The Education of Charlie Banks)
- 2008: Dirt (Fernsehserie, Folge 2x06)
- 2008: Killer Movie – Fürchte die Wahrheit (Killer Movie)
- 2009: Cupid (Fernsehserie, Folge 1x01)
- 2009: The Philanthropist (Fernsehserie, Folge 1x01)
- 2009: CSI: NY (Fernsehserie, Folge 6x01)
- 2010: The Gates (Fernsehserie, 5 Folgen)
- 2010: Blue Bloods – Crime Scene New York (Blue Bloods) (Fernsehserie, Folge 1x10)
- 2010: White Collar (Fernsehserie, 9 Folgen)
- 2011: CSI: Miami (Fernsehserie, Folge 9x13)
- 2011: Suburgatory (Fernsehserie, 2 Folgen)
- 2012: Hawaii Five-0 (Fernsehserie, Folge 2x15)
- 2012: Person of Interest (Fernsehserie, Folge 2x05)
- 2013: Revenge (Fernsehserie, Folge 3x06)
- 2014: Grimm (Fernsehserie, Folge 3x17)
- 2014: The Millers (Fernsehserie, Folge 1x19)
- 2015: The Night Shift (Fernsehserie, 2 Folgen)
- 2015: Beauty and the Beast (Fernsehserie, 2 Folgen)
- 2015: Criminal Minds (Fernsehserie, Folge 11x08)
- 2021: 9-1-1 (Fernsehserie, Folge 4x10)